# Lista prim-miniștrilor României
Aceasta este lista șefilor de guvern ai României, de la înființarea Principatelor Unite din Epoca modernă până în prezent în Epoca contemporană.

## Afilieri
Poziția politică a prim-miniștrilor înainte de dezvoltarea unui sistem modern al partidelor politice este notată astfel:
| C (Conservator)      | CM (Conservator moderat) |
| LR (Liberal radical) | LM (Liberal moderat)     |

Poziția politică a prim-miniștrilor după dezvoltarea sistemului modern al partidelor politice este notată astfel:
| PNL = Partidul Național Liberal                                                           | PC = Partidul Conservator                           |
| PNR = Partidul Național Român                                                             | PP = Partidul Poporului                             |
| PCD = Partidul Conservator-Democrat                                                       | PNȚ = Partidul Național-Țărănesc                    |
| PND = Partidul Naționalist-Democrat                                                       | PNC = Partidul Național Creștin                     |
| FRN = Frontul Renașterii Naționale (din 1940 PN = Partidul Națiunii)                      | FP = Frontul Plugarilor                             |
| PMR = Partidul Muncitoresc Român (din 1965 PCR = Partidul Comunist Român)                 | FSN = Frontul Salvării Naționale                    |
| PDSR = Partidul Democrației Sociale din România (din 2001 PSD = Partidul Social Democrat) | PNȚCD = Partidul Național Țărănesc Creștin Democrat |
| PSDR = Partidul Social-Democrat Român                                                     | PDL = Partidul Democrat Liberal                     |
| ML = Mișcarea Legionară                                                                   |                                                     |
| Mil. = Militar                                                                            | Ind. = Independent                                  |

Prim-miniștrii interimari sunt notați cu caractere italice.

## Lista prim-miniștrilor
Din 1859 până în 1862, cele două Principate Unite aveau fiecare câte un Guvern, cu sediul în Iași, respectiv București. În 1862, Alexandru Ioan Cuza a modificat Constituția și a stabilit un singur Guvern, cu sediul central în București.
| PM Nr.                                                                                           | Nume (naștere–deces)                                             | Portret                                                          | Alegeri                                                          | Mandat                                                           | Mandat                                                           | Partid                                                           | Cabinet                                                          | Cab. Nr.                                                         |
| Principatele Unite Președinții Consiliului de Miniștri 1862–1881                                 | Principatele Unite Președinții Consiliului de Miniștri 1862–1881 | Principatele Unite Președinții Consiliului de Miniștri 1862–1881 | Principatele Unite Președinții Consiliului de Miniștri 1862–1881 | Principatele Unite Președinții Consiliului de Miniștri 1862–1881 | Principatele Unite Președinții Consiliului de Miniștri 1862–1881 | Principatele Unite Președinții Consiliului de Miniștri 1862–1881 | Principatele Unite Președinții Consiliului de Miniștri 1862–1881 | Principatele Unite Președinții Consiliului de Miniștri 1862–1881 |
| ------------------------------------------------------------------------------------------------ | ---------------------------------------------------------------- | ---------------------------------------------------------------- | ---------------------------------------------------------------- | ---------------------------------------------------------------- | ---------------------------------------------------------------- | ---------------------------------------------------------------- | ---------------------------------------------------------------- | ---------------------------------------------------------------- |
| 1                                                                                                | Barbu Catargiu (1807–1862)                                       |                                                                  |                                                                  | 22 ianuarie 1862                                                 | 8 iunie 1862                                                     | C                                                                | B. Catargiu                                                      | 1                                                                |
| —                                                                                                | Apostol Arsache (1789–1869) Prim-ministru interimar              |                                                                  | —                                                                | 8 iunie 1862                                                     | 23 iunie 1862                                                    | C                                                                | B. Catargiu                                                      | 1                                                                |
| 2                                                                                                | Nicolae Kretzulescu (1812–1900)                                  |                                                                  | —                                                                | 24 iunie 1862                                                    | 11 octombrie 1863                                                | LM                                                               | N. Kretzulescu I                                                 | 2                                                                |
| 3                                                                                                | Mihail Kogălniceanu (1817–1891)                                  |                                                                  | 1864                                                             | 11 octombrie 1863                                                | 26 ianuarie 1865                                                 | LM                                                               | Kogălniceanu                                                     | 3                                                                |
| 4                                                                                                | Constantin Bosianu (1815–1882)                                   |                                                                  | —                                                                | 26 ianuarie 1865                                                 | 14 iunie 1865                                                    | LM                                                               | Bosianu                                                          | 4                                                                |
| (2)                                                                                              | Nicolae Kretzulescu (1812–1900) (al doilea mandat)               |                                                                  | —                                                                | 14 iunie 1865                                                    | 11 februarie 1866                                                | LM                                                               | N. Kretzulescu II                                                | 5                                                                |
| 5                                                                                                | Ion Ghica (1816–1897)                                            |                                                                  | Apr. 1866                                                        | 11 februarie 1866                                                | 10 mai 1866                                                      | LM                                                               | I. Ghica I                                                       | 6                                                                |
| 6                                                                                                | Lascăr Catargiu (1823–1899)                                      |                                                                  | —                                                                | 11 mai 1866                                                      | 13 iulie 1866                                                    | C                                                                | L. Catargiu I                                                    | 7                                                                |
| (5)                                                                                              | Ion Ghica (1816–1897) (al doilea mandat)                         |                                                                  | Nov. 1866                                                        | 15 iulie 1866                                                    | 21 februarie 1867                                                | LM                                                               | I. Ghica II                                                      | 8                                                                |
| 7                                                                                                | Constantin Al. Kretzulescu (1809–1884)                           |                                                                  | —                                                                | 1 martie 1867                                                    | 4 august 1867                                                    | LR                                                               | C.A. Kretzulescu                                                 | 9                                                                |
| 8                                                                                                | Ștefan Golescu (1809–1874)                                       |                                                                  | —                                                                | 26 noiembrie 1867                                                | 12 mai 1868                                                      | LR                                                               | Ș. Golescu                                                       | 10                                                               |
| 9                                                                                                | Nicolae Golescu (1810–1877)                                      |                                                                  | —                                                                | 1 mai 1868                                                       | 15 noiembrie 1868                                                | LR                                                               | N. Golescu                                                       | 11                                                               |
| 10                                                                                               | Dimitrie Ghica (1816–1897)                                       |                                                                  | —                                                                | 16 noiembrie 1868                                                | 27 ianuarie 1870                                                 | CM                                                               | D. Ghica                                                         | 12                                                               |
| 11                                                                                               | Alexandru G. Golescu (1819–1881)                                 |                                                                  | 1869                                                             | 2 februarie 1870                                                 | 18 aprilie 1870                                                  | LM                                                               | A.G. Golescu                                                     | 13                                                               |
| 12                                                                                               | Manolache Costache Epureanu (1823–1884)                          |                                                                  |                                                                  | 20 aprilie 1870                                                  | 14 decembrie 1870                                                | C                                                                | Epureanu I                                                       | 14                                                               |
| (5)                                                                                              | Ion Ghica (1816–1897) (al treilea mandat)                        |                                                                  |                                                                  | 18 decembrie 1870                                                | 11 martie 1871                                                   | LM                                                               | I. Ghica III                                                     | 15                                                               |
| (6)                                                                                              | Lascăr Catargiu (1823–1899) (al doilea mandat)                   |                                                                  |                                                                  | 11 martie 1871                                                   | 30 martie 1876                                                   | C                                                                | L. Catargiu II                                                   | 16                                                               |
| 13                                                                                               | Ioan Emanoil Florescu (1819–1893)                                |                                                                  |                                                                  | 4 aprilie 1876                                                   | 26 aprilie 1876                                                  | C                                                                | Florescu I                                                       | 17                                                               |
| (12)                                                                                             | Manolache Costache Epureanu (1823–1880) (al doilea mandat)       |                                                                  |                                                                  | 6 mai 1876                                                       | 5 august 1876                                                    | PNL                                                              | Epureanu II                                                      | 18                                                               |
| 14                                                                                               | Ion C. Brătianu (1821–1891)                                      |                                                                  |                                                                  | 5 august 1876                                                    | 24 noiembrie 1878                                                | PNL                                                              | I.C. Brătianu I                                                  | 19                                                               |
| 14                                                                                               | Ion C. Brătianu (1821–1891)                                      | 25 noiembrie 1878                                                | 10 iulie 1879                                                    | I.C. Brătianu II                                                 | 20                                                               | PNL                                                              |                                                                  |                                                                  |
| 14                                                                                               | Ion C. Brătianu (1821–1891)                                      | 11 iulie 1879                                                    | 13 martie 1881                                                   | I.C. Brătianu III                                                | 21                                                               | PNL                                                              |                                                                  |                                                                  |
| Regatul României Președinții Consiliului de Miniștri 1881–1947                                   |                                                                  |                                                                  |                                                                  |                                                                  |                                                                  |                                                                  |                                                                  |                                                                  |
| 14                                                                                               | Ion C. Brătianu (1821–1891)                                      |                                                                  |                                                                  | 13 martie 1881                                                   | 9 aprilie 1881                                                   | PNL                                                              | I.C. Brătianu III                                                | 21                                                               |
| 15                                                                                               | Dumitru Brătianu (1818–1892)                                     |                                                                  |                                                                  | 10 aprilie 1881                                                  | 8 iunie 1881                                                     | PNL                                                              | D. Brătianu                                                      | 22                                                               |
| (14)                                                                                             | Ion C. Brătianu (1821–1891) (al doilea mandat)                   |                                                                  |                                                                  | 9 iunie 1881                                                     | 20 martie 1888                                                   | PNL                                                              | I.C. Brătianu IV                                                 | 23                                                               |
| 16                                                                                               | Theodor Rosetti (1837–1923)                                      |                                                                  |                                                                  | 23 martie 1888                                                   | 11 noiembrie 1888                                                | PC                                                               | Rosetti I                                                        | 24                                                               |
| 16                                                                                               | Theodor Rosetti (1837–1923)                                      | 12 noiembrie 1888                                                | 22 martie 1889                                                   | Rosetti II                                                       | 25                                                               | PC                                                               |                                                                  |                                                                  |
| (6)                                                                                              | Lascăr Catargiu (1823–1899) (al treilea mandat)                  |                                                                  |                                                                  | 29 martie 1889                                                   | 3 noiembrie 1889                                                 | PC                                                               | L. Catargiu III                                                  | 26                                                               |
| 17                                                                                               | Gheorghe Manu (1833–1911)                                        |                                                                  |                                                                  | 5 noiembrie 1889                                                 | 15 februarie 1891                                                | PC                                                               | Manu                                                             | 27                                                               |
| (13)                                                                                             | Ioan Emanoil Florescu (1819–1893) (al doilea mandat)             |                                                                  |                                                                  | 2 martie 1891                                                    | 29 decembrie 1891                                                | PC                                                               | Florescu II                                                      | 28                                                               |
| (6)                                                                                              | Lascăr Catargiu (1823–1899) (al patrulea mandat)                 |                                                                  |                                                                  | 29 decembrie 1891                                                | 15 octombrie 1895                                                | PC                                                               | L. Catargiu IV                                                   | 29                                                               |
| 18                                                                                               | Dimitrie A. Sturdza (1833–1914)                                  |                                                                  |                                                                  | 15 octombrie 1895                                                | 2 decembrie 1896                                                 | PNL                                                              | Sturdza I                                                        | 30                                                               |
| 19                                                                                               | Petre S. Aurelian (1833–1909)                                    |                                                                  |                                                                  | 2 decembrie 1896                                                 | 12 aprilie 1897                                                  | PNL                                                              | Aurelian                                                         | 31                                                               |
| (18)                                                                                             | Dimitrie A. Sturdza (1833–1914) (al doilea mandat)               |                                                                  |                                                                  | 12 aprilie 1897                                                  | 23 aprilie 1899                                                  | PNL                                                              | Sturdza II                                                       | 32                                                               |
| 20                                                                                               | Gheorghe Grigore Cantacuzino (1832–1913)                         |                                                                  |                                                                  | 23 aprilie 1899                                                  | 19 iulie 1900                                                    | PC                                                               | Cantacuzino I                                                    | 33                                                               |
| 21                                                                                               | Petre P. Carp (1837–1919)                                        |                                                                  |                                                                  | 19 iulie 1900                                                    | 13 februarie 1901                                                | PC                                                               | Carp I                                                           | 34                                                               |
| (18)                                                                                             | Dimitrie A. Sturdza (1833–1914) (al treilea mandat)              |                                                                  |                                                                  | 27 februarie 1901                                                | 4 ianuarie 1905                                                  | PNL                                                              | Sturdza III                                                      | 35                                                               |
| (20)                                                                                             | Gheorghe Grigore Cantacuzino (1832–1913) (al doilea mandat)      |                                                                  |                                                                  | 4 ianuarie 1905                                                  | 24 martie 1907                                                   | PC                                                               | Cantacuzino II                                                   | 36                                                               |
| (18)                                                                                             | Dimitrie A. Sturdza (1833–1914) (al patrulea mandat)             |                                                                  |                                                                  | 24 martie 1907                                                   | 9 ianuarie 1909                                                  | PNL                                                              | Sturdza IV                                                       | 37                                                               |
| 22                                                                                               | Ion I.C. Brătianu (1864–1927)                                    |                                                                  |                                                                  | 9 ianuarie 1909                                                  | 4 martie 1909                                                    | PNL                                                              | I.I.C. Brătianu I                                                | 38                                                               |
| 22                                                                                               | Ion I.C. Brătianu (1864–1927)                                    | 4 martie 1909                                                    | 28 decembrie 1910                                                | I.I.C. Brătianu II                                               | 39                                                               | PNL                                                              |                                                                  |                                                                  |
| (21)                                                                                             | Petre P. Carp (1837–1919) (al doilea mandat)                     |                                                                  |                                                                  | 29 decembrie 1910                                                | 28 martie 1912                                                   | PC                                                               | Carp II                                                          | 40                                                               |
| 23                                                                                               | Titu Maiorescu (1840–1917)                                       |                                                                  |                                                                  | 28 martie 1912                                                   | 14 octombrie 1912                                                | PC                                                               | Maiorescu I                                                      | 41                                                               |
| 23                                                                                               | Titu Maiorescu (1840–1917)                                       | 14 octombrie 1912                                                | 31 decembrie 1913                                                | Maiorescu II                                                     | 42                                                               | PC                                                               |                                                                  |                                                                  |
| (22)                                                                                             | Ion I.C. Brătianu[a] (1864–1927) (al doilea mandat)              |                                                                  |                                                                  | 4 ianuarie 1914                                                  | 10 decembrie 1916                                                | PNL                                                              | I.I.C. Brătianu III                                              | 43                                                               |
| (22)                                                                                             | Ion I.C. Brătianu[a] (1864–1927) (al doilea mandat)              | 11 decembrie 1916                                                | 28 ianuarie 1918                                                 | I.I.C. Brătianu IV                                               | 44                                                               | PNL                                                              |                                                                  |                                                                  |
| 24                                                                                               | Alexandru Averescu[a] (1859–1938)                                |                                                                  |                                                                  | 29 ianuarie 1918                                                 | 4 martie 1918                                                    | Mil.                                                             | Averescu I                                                       | 45                                                               |
| 25                                                                                               | Alexandru Marghiloman[a] (1854–1925)                             |                                                                  |                                                                  | 5 martie 1918                                                    | 23 octombrie 1918                                                | PC                                                               | Marghiloman                                                      | 46                                                               |
| 26                                                                                               | Constantin Coandă[a] (1857–1932)                                 |                                                                  |                                                                  | 24 octombrie 1918                                                | 29 noiembrie 1918                                                | Mil.                                                             | Coandă                                                           | 47                                                               |
| (22)                                                                                             | Ion I.C. Brătianu (1864–1927) (al treilea mandat)                |                                                                  |                                                                  | 29 noiembrie 1918                                                | 26 septembrie 1919                                               | PNL                                                              | I.I.C. Brătianu V                                                | 48                                                               |
| 27                                                                                               | Arthur Văitoianu (1864–1956)                                     |                                                                  |                                                                  | 27 septembrie 1919                                               | 30 noiembrie 1919                                                | Mil.                                                             | Văitoianu                                                        | 49                                                               |
| 28                                                                                               | Alexandru Vaida-Voevod (1872–1950)                               |                                                                  | 1919                                                             | 1 decembrie 1919                                                 | 12 martie 1920                                                   | PNR                                                              | Vaida I                                                          | 50                                                               |
| (24)                                                                                             | Alexandru Averescu (1859–1938) (al doilea mandat)                |                                                                  | 1920                                                             | 13 martie 1920                                                   | 16 decembrie 1921                                                | PP                                                               | Averescu II                                                      | 51                                                               |
| 29                                                                                               | Take Ionescu (1858–1922)                                         |                                                                  | —                                                                | 17 decembrie 1921                                                | 19 ianuarie 1922                                                 | PC-D                                                             | Ionescu                                                          | 52                                                               |
| (22)                                                                                             | Ion I.C. Brătianu (1864–1927) (al patrulea mandat)               |                                                                  | 1922                                                             | 19 ianuarie 1922                                                 | 29 martie 1926                                                   | PNL                                                              | I.I.C. Brătianu VI                                               | 53                                                               |
| (24)                                                                                             | Alexandru Averescu (1859–1938) (al treilea mandat)               |                                                                  | 1926                                                             | 30 martie 1926                                                   | 4 iunie 1927                                                     | PP                                                               | Averescu III                                                     | 54                                                               |
| 30                                                                                               | Barbu A. Știrbey (1872–1946)                                     |                                                                  | —                                                                | 4 iunie 1927                                                     | 20 iunie 1927                                                    | Ind.                                                             | Știrbey                                                          | 55                                                               |
| (22)                                                                                             | Ion I.C. Brătianu (1864–1927) (al cincilea mandat)               |                                                                  | 1927                                                             | 21 iunie 1927                                                    | 24 noiembrie 1927                                                | PNL                                                              | I.I.C. Brătianu VII                                              | 56                                                               |
| 31                                                                                               | Vintilă I. C. Brătianu (1867–1930)                               |                                                                  | —                                                                | 24 noiembrie 1927                                                | 9 noiembrie 1928                                                 | PNL                                                              | V.I.C. Brătianu                                                  | 57                                                               |
| 32                                                                                               | Iuliu Maniu (1873–1953)                                          |                                                                  | 1928                                                             | 10 noiembrie 1928                                                | 6 iunie 1930                                                     | PN-Ț                                                             | Maniu I                                                          | 58                                                               |
| 33                                                                                               | Gheorghe Mironescu (1874–1949)                                   |                                                                  | —                                                                | 7 iunie 1930                                                     | 12 iunie 1930                                                    | PN-Ț                                                             | Mironescu I                                                      | 59                                                               |
| (32)                                                                                             | Iuliu Maniu (1873–1953) (al doilea mandat)                       |                                                                  | —                                                                | 13 iunie 1930                                                    | 9 octombrie 1930                                                 | PN-Ț                                                             | Maniu II                                                         | 60                                                               |
| (33)                                                                                             | Gheorghe Mironescu (1874–1949) (al doilea mandat)                |                                                                  | —                                                                | 10 octombrie 1930                                                | 17 aprilie 1931                                                  | PN-Ț                                                             | Mironescu II                                                     | 61                                                               |
| 34                                                                                               | Nicolae Iorga (1871–1940)                                        |                                                                  | 1931                                                             | 18 aprilie 1931                                                  | 5 iunie 1932                                                     | PN-D                                                             | Iorga                                                            | 62                                                               |
| (28)                                                                                             | Alexandru Vaida-Voevod (1872–1950) (al doilea mandat)            |                                                                  | 1932                                                             | 6 iunie 1932                                                     | 10 august 1932                                                   | PN-Ț                                                             | Vaida II                                                         | 63                                                               |
| (28)                                                                                             | Alexandru Vaida-Voevod (1872–1950) (al doilea mandat)            | —                                                                | 11 august 1932                                                   | 19 octombrie 1932                                                | Vaida III                                                        | PN-Ț                                                             | 64                                                               |                                                                  |
| (32)                                                                                             | Iuliu Maniu (1873–1953) (al treilea mandat)                      |                                                                  | —                                                                | 20 octombrie 1932                                                | 13 ianuarie 1933                                                 | PN-Ț                                                             | Maniu III                                                        | 65                                                               |
| (28)                                                                                             | Alexandru Vaida-Voevod (1872–1950) (al treilea mandat)           |                                                                  | —                                                                | 14 ianuarie 1933                                                 | 13 noiembrie 1933                                                | PN-Ț                                                             | Vaida IV                                                         | 66                                                               |
| 35                                                                                               | Ion Gheorghe Duca (1879–1933)                                    |                                                                  | 1933                                                             | 14 noiembrie 1933                                                | 29 decembrie 1933                                                | PNL                                                              | Duca                                                             | 67                                                               |
| —                                                                                                | Constantin I. Angelescu (1869–1948) Prim-ministru interimar      |                                                                  | —                                                                | 29 decembrie 1933                                                | 3 ianuarie 1934                                                  | PNL                                                              | Duca                                                             | 67                                                               |
| 36                                                                                               | Gheorghe Tătărescu (1886–1957)                                   |                                                                  | —                                                                | 4 ianuarie 1934                                                  | 1 octombrie 1934                                                 | PNL                                                              | Tătărescu I                                                      | 68                                                               |
| 36                                                                                               | Gheorghe Tătărescu (1886–1957)                                   | 2 octombrie 1934                                                 | —                                                                | 28 august 1936                                                   | Tătărescu II                                                     | PNL                                                              | 69                                                               |                                                                  |
| 36                                                                                               | Gheorghe Tătărescu (1886–1957)                                   | 29 august 1936                                                   | —                                                                | 14 noiembrie 1937                                                | Tătărescu III                                                    | PNL                                                              | 70                                                               |                                                                  |
| 36                                                                                               | Gheorghe Tătărescu (1886–1957)                                   | 17 noiembrie 1937                                                | —                                                                | 28 decembrie 1937                                                | Tătărescu IV                                                     | PNL                                                              | 71                                                               |                                                                  |
| 37                                                                                               | Octavian Goga (1881–1938)                                        |                                                                  | 1937                                                             | 29 decembrie 1937                                                | 10 februarie 1938                                                | PNC                                                              | Goga                                                             | 72                                                               |
| 38                                                                                               | Patriarhul Miron Cristea (1868–1939)                             |                                                                  | —                                                                | 11 februarie 1938                                                | 29 martie 1938                                                   | Ind.                                                             | Cristea I                                                        | 73                                                               |
| 38                                                                                               | Patriarhul Miron Cristea (1868–1939)                             | 30 martie 1938                                                   | —                                                                | 31 ianuarie 1939                                                 | Cristea II                                                       | Ind.                                                             | 74                                                               |                                                                  |
| 38                                                                                               | Patriarhul Miron Cristea (1868–1939)                             | 1 februarie 1939                                                 | —                                                                | 6 martie 1939                                                    | Cristea III                                                      | Ind.                                                             | 75                                                               |                                                                  |
| 39                                                                                               | Armand Călinescu (1893–1939)                                     |                                                                  | 1939                                                             | 7 martie 1939                                                    | 21 septembrie 1939                                               | FRN                                                              | Călinescu                                                        | 76                                                               |
| 40                                                                                               | Gheorghe Argeșanu (1883–1940)                                    |                                                                  | —                                                                | 21 septembrie 1939                                               | 28 septembrie 1939                                               | FRN                                                              | Argeșanu                                                         | 77                                                               |
| 41                                                                                               | Constantin Argetoianu (1871–1955)                                |                                                                  | —                                                                | 28 septembrie 1939                                               | 23 noiembrie 1939                                                | FRN                                                              | Argetoianu                                                       | 78                                                               |
| (36)                                                                                             | Gheorghe Tătărescu (1886–1957) (al doilea mandat)                |                                                                  | —                                                                | 24 noiembrie 1939                                                | 10 mai 1940                                                      | FRN                                                              | Tătărescu V                                                      | 79                                                               |
| (36)                                                                                             | Gheorghe Tătărescu (1886–1957) (al doilea mandat)                | 11 mai 1940                                                      | —                                                                | 3 iulie 1940                                                     | Tătărescu VI                                                     | FRN                                                              | 80                                                               |                                                                  |
| 42                                                                                               | Ion Gigurtu (1886–1959)                                          |                                                                  | —                                                                | 4 iulie 1940                                                     | 4 septembrie 1940                                                | FRN                                                              | Gigurtu                                                          | 81                                                               |
| 43                                                                                               | Ion Antonescu[b] (1882–1946)                                     |                                                                  | —                                                                | 4 septembrie 1940                                                | 14 septembrie 1940                                               | Mil.                                                             | Antonescu I                                                      | 82                                                               |
| 43                                                                                               | Ion Antonescu[b] (1882–1946)                                     | 14 septembrie 1940                                               | —                                                                | 24 ianuarie 1941                                                 | ML                                                               | Antonescu II                                                     | 83                                                               |                                                                  |
| 43                                                                                               | Ion Antonescu[b] (1882–1946)                                     | 27 ianuarie 1941                                                 | —                                                                | 23 august 1944                                                   | Mil.                                                             | Antonescu III                                                    | 84                                                               |                                                                  |
| 44                                                                                               | Constantin Sănătescu (1885–1947)                                 |                                                                  | —                                                                | 23 august 1944                                                   | Mil.                                                             | 3 noiembrie 1944                                                 | Sănătescu I                                                      | 85                                                               |
| 44                                                                                               | Constantin Sănătescu (1885–1947)                                 | 4 noiembrie 1944                                                 | —                                                                | 5 decembrie 1944                                                 | Mil.                                                             | Sănătescu II                                                     | 86                                                               |                                                                  |
| 45                                                                                               | Nicolae Rădescu (1874–1953)                                      |                                                                  | —                                                                | 6 decembrie 1944                                                 | Mil.                                                             | 28 februarie 1945                                                | Rădescu                                                          | 87                                                               |
| 46                                                                                               | Petru Groza (1884–1958)                                          |                                                                  | —                                                                | 6 martie 1945                                                    | 30 noiembrie 1946                                                | FP                                                               | Groza I                                                          | 88                                                               |
| 46                                                                                               | Petru Groza (1884–1958)                                          | 1946                                                             | 1 decembrie 1946                                                 | 29 decembrie 1947                                                | Groza II                                                         | FP                                                               | 89                                                               |                                                                  |
| Republica Populară Română Președinții Consiliului de Miniștri (informal prim-miniștri) 1947–1965 |                                                                  |                                                                  |                                                                  |                                                                  |                                                                  |                                                                  |                                                                  |                                                                  |
| 46                                                                                               | Petru Groza (1884–1958)                                          |                                                                  | —                                                                | 30 decembrie 1947                                                | 14 aprilie 1948                                                  | FP                                                               | Groza III                                                        | 90                                                               |
| 46                                                                                               | Petru Groza (1884–1958)                                          | 1948                                                             | 15 aprilie 1948                                                  | 2 iunie 1952                                                     | Groza IV                                                         | FP                                                               | 91                                                               |                                                                  |
| 47                                                                                               | Gheorghe Gheorghiu-Dej (1901–1965)                               |                                                                  | —                                                                | 2 iunie 1952                                                     | 28 ianuarie 1953                                                 | PMR                                                              | Gheorghiu-Dej I                                                  | 92                                                               |
| 47                                                                                               | Gheorghe Gheorghiu-Dej (1901–1965)                               | 1952                                                             | 28 ianuarie 1953                                                 | 4 octombrie 1955                                                 | Gheorghiu-Dej II                                                 | PMR                                                              | 93                                                               |                                                                  |
| 48                                                                                               | Chivu Stoica (1908–1975)                                         |                                                                  | —                                                                | 4 octombrie 1955                                                 | 19 martie 1957                                                   | PMR                                                              | Stoica I                                                         | 94                                                               |
| 48                                                                                               | Chivu Stoica (1908–1975)                                         | 1957                                                             | 20 martie 1957                                                   | 20 martie 1961                                                   | Stoica II                                                        | PMR                                                              | 95                                                               |                                                                  |
| 49                                                                                               | Ion Gheorghe Maurer (1902–2000)                                  |                                                                  | 1961                                                             | 21 martie 1961                                                   | 17 martie 1965                                                   | PCR                                                              | Maurer I                                                         | 96                                                               |
| 49                                                                                               | Ion Gheorghe Maurer (1902–2000)                                  | 1965                                                             | 18 martie 1965                                                   | 20 august 1965                                                   | Maurer II                                                        | PCR                                                              | 97                                                               |                                                                  |
| 49                                                                                               | Ion Gheorghe Maurer (1902–2000)                                  | Republica Socialistă România (1965–1989)                         | 21 august 1965                                                   | 8 decembrie 1967                                                 | Maurer III                                                       | PCR                                                              | 98                                                               |                                                                  |
| 49                                                                                               | Ion Gheorghe Maurer (1902–2000)                                  | —                                                                | 9 decembrie 1967                                                 | 12 martie 1969                                                   | Maurer IV                                                        | PCR                                                              | 99                                                               |                                                                  |
| 49                                                                                               | Ion Gheorghe Maurer (1902–2000)                                  | 1969                                                             | 13 martie 1969                                                   | 27 februarie 1974                                                | Maurer V                                                         | PCR                                                              | 100                                                              |                                                                  |
| 50                                                                                               | Manea Mănescu (1916–2009)                                        |                                                                  | —                                                                | 27 februarie 1974                                                | 18 martie 1975                                                   | PCR                                                              | Mănescu I                                                        | 101                                                              |
| 50                                                                                               | Manea Mănescu (1916–2009)                                        | 1975                                                             | 18 martie 1975                                                   | 30 martie 1979                                                   | Mănescu II                                                       | PCR                                                              | 102                                                              |                                                                  |
| 51                                                                                               | Ilie Verdeț (1925–2001)                                          |                                                                  | —                                                                | 30 martie 1979                                                   | 29 martie 1980                                                   | PCR                                                              | Verdeț I                                                         | 103                                                              |
| 51                                                                                               | Ilie Verdeț (1925–2001)                                          | 1980                                                             | 29 martie 1980                                                   | 20 mai 1982                                                      | Verdeț II                                                        | PCR                                                              | 104                                                              |                                                                  |
| 52                                                                                               | Constantin Dăscălescu (1923–2003)                                |                                                                  | —                                                                | 21 mai 1982                                                      | 28 martie 1985                                                   | PCR                                                              | Dăscălescu I                                                     | 105                                                              |
| 52                                                                                               | Constantin Dăscălescu (1923–2003)                                | 1985                                                             | 29 martie 1985                                                   | 22 decembrie 1989                                                | Dăscălescu II                                                    | PCR                                                              | 106                                                              |                                                                  |
| România după 1989                                                                                |                                                                  |                                                                  |                                                                  |                                                                  |                                                                  |                                                                  |                                                                  |                                                                  |
| 53                                                                                               | Petre Roman[c] (1946–)                                           |                                                                  | —                                                                | 26 decembrie 1989                                                | 28 iunie 1990                                                    | FSN                                                              | Roman I                                                          | 107                                                              |
| 53                                                                                               | Petre Roman[c] (1946–)                                           | 1990                                                             | 28 iunie 1990                                                    | 30 aprilie 1991                                                  | Roman II                                                         | FSN                                                              | 108                                                              |                                                                  |
| 53                                                                                               | Petre Roman[c] (1946–)                                           | —                                                                | 30 aprilie 1991                                                  | 16 octombrie 1991                                                | Roman III                                                        | FSN                                                              | 109                                                              |                                                                  |
| 54                                                                                               | Theodor Stolojan (1943–)                                         |                                                                  | —                                                                | 16 octombrie 1991                                                | 19 noiembrie 1992                                                | FSN                                                              | Stolojan                                                         | 110                                                              |
| 55                                                                                               | Nicolae Văcăroiu (1943–)                                         |                                                                  | 1992                                                             | 19 noiembrie 1992                                                | 11 decembrie 1996                                                | FDSN/PDSR                                                        | Văcăroiu                                                         | 111                                                              |
| 56                                                                                               | Victor Ciorbea (1954–)                                           |                                                                  | 1996                                                             | 12 decembrie 1996                                                | 30 martie 1998                                                   | PNȚCD                                                            | Ciorbea                                                          | 112                                                              |
| —                                                                                                | Gavril Dejeu (1932–) Prim-ministru interimar                     |                                                                  | —                                                                | 30 martie 1998                                                   | 17 aprilie 1998                                                  | PNȚCD                                                            | Ciorbea                                                          | 112                                                              |
| 57                                                                                               | Radu Vasile (1942–2013)                                          |                                                                  | —                                                                | 17 aprilie 1998                                                  | 13 decembrie 1999                                                | PNȚCD                                                            | Vasile                                                           | 113                                                              |
| —                                                                                                | Alexandru Athanasiu (1955–) Prim-ministru interimar              |                                                                  | —                                                                | 13 decembrie 1999                                                | 22 decembrie 1999                                                | PSDR                                                             | Vasile                                                           | 113                                                              |
| 58                                                                                               | Mugur Isărescu (1949–)                                           |                                                                  | —                                                                | 22 decembrie 1999                                                | 28 decembrie 2000                                                | Ind.                                                             | Isărescu                                                         | 114                                                              |
| 59                                                                                               | Adrian Năstase (1950–)                                           |                                                                  | 2000                                                             | 28 decembrie 2000                                                | 21 decembrie 2004                                                | PDSR/PSD                                                         | Năstase                                                          | 115                                                              |
| —                                                                                                | Eugen Bejinariu (1959–) Prim-ministru interimar                  |                                                                  | —                                                                | 21 decembrie 2004                                                | 28 decembrie 2004                                                | PSD                                                              | Năstase                                                          | 115                                                              |
| 60                                                                                               | Călin Popescu-Tăriceanu (1952–)                                  |                                                                  | 2004                                                             | 29 decembrie 2004                                                | 5 aprilie 2007                                                   | PNL                                                              | Tăriceanu I                                                      | 116                                                              |
| 60                                                                                               | Călin Popescu-Tăriceanu (1952–)                                  | —                                                                | 5 aprilie 2007                                                   | 22 decembrie 2008                                                | Tăriceanu II                                                     | PNL                                                              | 117                                                              |                                                                  |
| 61                                                                                               | Emil Boc (1966–)                                                 |                                                                  | 2008                                                             | 22 decembrie 2008                                                | 23 decembrie 2009                                                | PDL                                                              | Boc I                                                            | 118                                                              |
| 61                                                                                               | Emil Boc (1966–)                                                 | —                                                                | 23 decembrie 2009                                                | 6 februarie 2012                                                 | Boc II                                                           | PDL                                                              | 119                                                              |                                                                  |
| —                                                                                                | Cătălin Predoiu (1968–) Prim-ministru interimar                  |                                                                  | —                                                                | 6 februarie 2012                                                 | Boc II                                                           | 9 februarie 2012                                                 | 119                                                              | Ind.                                                             |
| 62                                                                                               | Mihai Răzvan Ungureanu (1968–)                                   |                                                                  | —                                                                | 9 februarie 2012                                                 | 7 mai 2012                                                       | Ind.                                                             | Ungureanu                                                        | 120                                                              |
| 63                                                                                               | Victor Ponta (1972–)                                             |                                                                  | —                                                                | 7 mai 2012                                                       | 21 decembrie 2012                                                | PSD                                                              | Ponta I                                                          | 121                                                              |
| 63                                                                                               | Victor Ponta (1972–)                                             | 2012                                                             | 21 decembrie 2012                                                | 26 februarie 2014                                                | Ponta II                                                         | PSD                                                              | 122                                                              |                                                                  |
| 63                                                                                               | Victor Ponta (1972–)                                             | —                                                                | 5 martie 2014                                                    | 17 decembrie 2014                                                | Ponta III                                                        | PSD                                                              | 123                                                              |                                                                  |
| 63                                                                                               | Victor Ponta (1972–)                                             | —                                                                | 17 decembrie 2014                                                | 22 iunie 2015                                                    | Ponta IV                                                         | PSD                                                              | 124                                                              |                                                                  |
| —                                                                                                | Gabriel Oprea (1961–) Prim-ministru interimar                    |                                                                  | —                                                                | 22 iunie 2015                                                    | Ponta IV                                                         | 9 iulie 2015                                                     | 124                                                              | UNPR                                                             |
| (63)                                                                                             | Victor Ponta (1972–)                                             |                                                                  | —                                                                | 9 iulie 2015                                                     | Ponta IV                                                         | 29 iulie 2015                                                    | 124                                                              | PSD                                                              |
| —                                                                                                | Gabriel Oprea (1961–) Prim-ministru interimar                    |                                                                  | —                                                                | 29 iulie 2015                                                    | Ponta IV                                                         | 10 august 2015                                                   | 124                                                              | UNPR                                                             |
| (63)                                                                                             | Victor Ponta (1972–)                                             |                                                                  | —                                                                | 10 august 2015                                                   | Ponta IV                                                         | 5 noiembrie 2015                                                 | 124                                                              | PSD                                                              |
| —                                                                                                | Sorin Cîmpeanu (1968–) Prim-ministru interimar                   |                                                                  | —                                                                | 5 noiembrie 2015                                                 | Ponta IV                                                         | 17 noiembrie 2015                                                | 124                                                              | ALDE                                                             |
| 64                                                                                               | Dacian Cioloș (1969–)                                            |                                                                  | —                                                                | 17 noiembrie 2015                                                | 4 ianuarie 2017                                                  | Ind.                                                             | Cioloș                                                           | 125                                                              |
| 65                                                                                               | Sorin Grindeanu (1973–)                                          |                                                                  | 2016                                                             | 4 ianuarie 2017                                                  | 29 iunie 2017                                                    | PSD                                                              | Grindeanu                                                        | 126                                                              |
| 66                                                                                               | Mihai Tudose (1967–)                                             |                                                                  | —                                                                | 29 iunie 2017                                                    | 16 ianuarie 2018                                                 | PSD                                                              | Tudose                                                           | 127                                                              |
| —                                                                                                | Mihai Fifor (1970–) Prim-ministru interimar                      |                                                                  | —                                                                | 16 ianuarie 2018                                                 | 29 ianuarie 2018                                                 | PSD                                                              | Tudose                                                           | 127                                                              |
| 67                                                                                               | Viorica Dăncilă (1963–)                                          |                                                                  | —                                                                | 29 ianuarie 2018                                                 | 4 noiembrie 2019                                                 | PSD                                                              | Dăncilă                                                          | 128                                                              |
| 68                                                                                               | Ludovic Orban (1963–)                                            |                                                                  | —                                                                | 4 noiembrie 2019                                                 | 14 martie 2020                                                   | PNL                                                              | Orban I                                                          | 129                                                              |
| 68                                                                                               | Ludovic Orban (1963–)                                            | —                                                                | 14 martie 2020                                                   | 7 decembrie 2020                                                 | Orban II                                                         | PNL                                                              | 130                                                              |                                                                  |
| —                                                                                                | Nicolae Ciucă (1967–) Prim-ministru interimar                    |                                                                  | —                                                                | 7 decembrie 2020                                                 | Orban II                                                         | PNL                                                              | 130                                                              | 23 decembrie 2020                                                |
| 69                                                                                               | Florin Cîțu (1972–)                                              |                                                                  | 2020                                                             | 23 decembrie 2020                                                | 25 noiembrie 2021                                                | PNL                                                              | Cîțu                                                             | 131                                                              |
| 70                                                                                               | Nicolae Ciucă (1967–)                                            |                                                                  | —                                                                | 25 noiembrie 2021                                                | 12 iunie 2023                                                    | PNL                                                              | Ciucă                                                            | 132                                                              |
| —                                                                                                | Cătălin Predoiu (1968–) Prim-ministru interimar                  |                                                                  | —                                                                | 12 iunie 2023                                                    | 15 iunie 2023                                                    | PNL                                                              | Ciucă                                                            | 132                                                              |
| 71                                                                                               | Marcel Ciolacu (1967–)                                           |                                                                  | —                                                                | 15 iunie 2023                                                    | 23 decembrie 2024                                                | PSD                                                              | Ciolacu I                                                        | 133                                                              |
| 71                                                                                               | Marcel Ciolacu (1967–)                                           | 2024                                                             | 23 decembrie 2024                                                | 6 mai 2025                                                       | Ciolacu II                                                       | PSD                                                              | 134                                                              |                                                                  |
| —                                                                                                | Cătălin Predoiu (1968–) Prim-ministru interimar                  |                                                                  | —                                                                | 6 mai 2025                                                       | 23 iunie 2025                                                    | PNL                                                              | Ciolacu II                                                       | 134                                                              |
| 72                                                                                               | Ilie Gavril Bolojan (1969–)                                      |                                                                  | —                                                                | 23 iunie 2025                                                    | prezent                                                          | PNL                                                              | Bolojan                                                          | 135                                                              |

Notă: România a folosit calendarul iulian până la 1 aprilie 1919, dar toate datele din tabel sunt conforme cu calendarul gregorian (1 aprilie 1919 devenind 14 aprilie 1919).